# Upplands Nyheter
Upplands Nyheter var en svensk centerpartistisk tidning grundad 1975, dagstidning från 1976, som utkom en gång i veckan i Upplandsregionen. Från 1992 ingick tidningen i Sveagruppen Tidnings ABs tidningsutbud.
Tidningen huvudtitel har hela tiden varit Upplands Nyheter till 1990 med förkortningen UN före titeln. Undertitlar har varierat mellan Fredagstidning för Uppsala län, Tidning för Uppsala län och Om livet på landet.
Tidningens fokus var framförallt Upplands landsbygd och vilka effekter samhällsförändringar och politiska beslut får på Upplands landsbygd. Under 2016 hade tidningen en upplaga på 2100 exemplar. Tidningen gavs ut till 2019 som dagstidning en gång i veckan. Från 2019 utkommer den som tidskrift med titeln Upplands extra - Upplands nyheter o uppsalacentern.

## Reaktion och utgivning
Uppsala har varit redaktionsort hela utgivningen. Utgivningsperioden som dagstidning var från 15 december 1976 till 31 oktober 2019. Tidningen startades 1 april 1975 och drevs till 15 augusti 1976 som en  politisk tidskrift men  från 15 december 1976 blev den dagstidning. Tidningen var närstående till Dalarnas Tidning från 1977 till 1992.
Utgivningsfrekvensen var 1975-1976 4 nummer per år sedan från 1977 till 2019 en dag i veckan fredagar. En gång i veckan utgivning torsdagar tillämpades också under hösten 2019 från 29 augusti till 31 oktober 2019. En periodisk bilaga har haft titeln Jord & Skog och Svea Jord & Skog och utkommit 6-8 gånger om året. Under några månader 2018 kom bilagan Alfahannen ut på fredagar,
.
| Period                 | Ansvarig utgivare                                    | Period                 | Redaktör                     | Kommentar                                           |
| 1975-02-17--1976-10-31 | Grundström, Karl Anders                              | 1975-04-01--1976-08-15 | Grundström,Anders            |                                                     |
| 1976-11-01--1983-05-26 | Ericsson, Carl Axel                                  | 1976-12-15--1978-10-20 | Ericsson, Carl Axel          | pol red                                             |
| 1983-05-27--1990-01-21 | Örjes, John Rolf Lennart avled 1990-01-21            | 1978-10-27--1981-12-30 | Ericsson, Carl Axel          | alternativ stavning: Eriksson, Karl Axel            |
| 1990-01-26--1990-02-05 | Sigrand, Siv Astrid Cecilia t,f                      | 1982-01-08--1982-09-03 | Ericsson, Carl Axel          | pol red                                             |
| 1990-02-06--1994-01-20 | Sigrand, Siv Astrid Cecilia                          | 1982-09-10--1983-02-25 | ingen uppgift                |                                                     |
| 1994-01-21--1994-11-15 | Ruhr, Lars Gustav                                    | 1983-03-04--1990-01-19 | Örjes, Rolf avled 1990-01-21 | alternativ namnform: Ruhr, Lars G; Rur, Lars-Gustav |
| 1994-11-16--1997-08-21 | Pettersson, Bo Ingemar stf; Tillförordnad 1994-07-15 | 1990-01-26--1992-04-03 | Ingen uppgift                |                                                     |
| 1997-08-22--2006-06-30 | Pettersson, Bo Tillförordnad                         | 1992-04-10--1993-12-30 | Pettersson, Bo               | pol red                                             |
| 2006-07-07--2006-07-13 | Helmrich, Eva T, tf                                  | 1994-01-14--1997-08-15 | Ruhr, Lars G                 | huvidredaktör                                       |
| 2006-07-14--2015-08-28 | Pettersson, Bo T                                     | 1997-08-22--2004-01-30 | Pettersson, Bo               | pol red                                             |
| 2015-09-04--2017-01-13 | Patring, Ingrid T                                    | 2004-02-06--2009-12-31 | Pettersson, Bo               | T                                                   |
| 2017-01-20--2019-10-31 | Pettersson, Bertil T                                 | 2010-01-08--2019-10-31 | Eriksson, Rose-Marie         | red chef                                            |

## Förlag, tryckning upplaga och pris
Tidningen trycktes med tre färger från 1975 och från 1977 gick man över till fyrfärgstryck.
Förlag för tidningen var till 31 oktober 1976 Uppsala läns distrikt av Centerpartiet i Uppsala därefter 1 nov 1976 till 8 juni 1992 Dalabygdens tidningsförening i Borlänge och därefter Sveagruppen tidnings aktiebolag i Västerås.
Tidningen satsytan har varit tabloidformat dock lite större 1976 till 1993. Typsnitt har varit modern antikva hela utgivningen, Upplagan var 4800 exemplar 1979 under centerns framgångar i sitt kärnkraftsmotstånd, men minskades sedan sakta till 3 164 1991 och därefter var den under 3000 till 2003 då den åter blev lite större än 3000. Sen minskade upplagan igen och 2018 var den endast 1900 exemplar. Annonsomfattning har registrerats från 2015 men bara under mars månad och den var 2015 41% för att 2018 nå hela 51% men sedan sjönk det till 28 % 2019. Sidantal var bara 8 sidor 1975 men hade ökat till mellan 24 och 36 1980 och 1985 nåddes 48 sidor vilket sedan inte överträffades. 20-32 sider per nummer har varit den vanligaste sidoomfattningen under utgivningen.
Tidningen startades som gratistidning men från 1977 kostade tidningen 45 kronor i prenumeration. 1987 nåddes 110 kr och 220 1993. 10 år senare hade priset fördubblats ännu en gång till 245 kr. Sedan var priset stabilare och 2019 var priset 659 kr då den försvann som dagstidning,

## Tryckeri
| Period                 | Tryckeri                                     | Ort        | Kommentar                                     |
| 1975-04-01--1976-08-15 | Norrtelje tidnings tryckeri aktiebolag       | Norrtälje  | slutdatum osäkert, enligt tidningen nr 2 1976 |
| 1976-12-15--1987-09-11 | Dalarnes tidnings- och boktryckeriaktiebolag | Borlänge   |                                               |
| 1987-09-18--1989-01-13 | Dalarnas tidningar aktiebolag                | Borlänge   |                                               |
| 1989-01-20--1993-01-29 | Dalarnas tidningar aktiebolag                | Falun      |                                               |
| 1993-02-05--1995-06-09 | Ågren & Holmgrens boktryckeri aktiebolag     | Sala       |                                               |
| 1995-06-16--1995-12-31 | Ingress media                                | Sala       |                                               |
| 1996-01-05--1996-07-12 | Tryckcentralen i Örebro län aktiebolag       | Örebro     |                                               |
| 1996-01-05--1996-12-31 | Tabloidtryck aktiebolag                      | Eskilstuna | bilagan Jord & Skog                           |
| 1996-07-19--1998-05-29 | JMS tryckcentralen i Örebro aktiebolag       | Örebro     |                                               |
| 1997-01-03--1998-05-15 | Värmlands folkblad aktiebolag                | Karlstad   | bilagan Jord & Skog                           |
| 1998-06-05--2001-12-21 | Tabloidtryck i Eskilstuna aktiebolag         | Eskilstuna |                                               |
| 2002-01-04--2004-05-13 | Tabloidtryck i Norden aktiebolag             | Södertälje |                                               |
| 2004-05-21--2006-03-31 | Tabloidtryck i Norden aktiebolag             | Norrtälje  |                                               |
| 2006-04-07--2008-12-31 | V-TAB                                        | Norrtälje  |                                               |
| 2009-01-02--2015-12-23 | Mittmedia aktiebolag                         | Gävle      |                                               |
| 2016-01-08--2019-10-17 | V-TAB                                        | Västerås   |                                               |
| 2019-10-24--2019-10-31 | V-TAB                                        | Södertälje |                                               |